# Велковци (област Габрово)
Вижте пояснителната страница за други значения на Велковци.
Вèлковци е село в Северна България, община Габрово, област Габрово.

## География
Село Велковци се намира на около 8 km север-североизточно от центъра на областния град Габрово, 3 km северно от село Донино и 9 km югозападно от Дряново. Разположено е в източната част на платото Стражата, върху терен с преобладаващ наклон на югоизток. Надморската височина в центъра на селото при сградата на читалището е около 518 m, в северозападния му край нараства до около 560 m, а в югоизточния намалява до около 500 m.
Третокласният републикански път III-5002, водещ от Донино на север, минава през Велковци, през селата Скалско и Славейково и в село Гостилица се свързва с третокласния републикански път III-609.
Населението на село Велковци, наброявало 437 души при преброяването към 1934 г., намалява постепенно до минимума си 74 към 1992 г. и след 121 към 2001 г. отново намалява до 86 души (по текущата демографска статистика за населението) към 2019 г.

## История
През 1978 г. дотогавашното населено място колиби Велковци придобива статута на село..
Според предания, селището е възникнало в началото на 18 век със заселването на преселника от Търновско чобан Велко, на когото то дължи и името си.

В Държавния архив – Габрово, се съхраняват документи на/за:
- Списък на фондове от масив „K“:

- Кредитна кооперация „Нов живот“ – с. Велковци, Габровско от периода 1924 – 1950 г. (фонд 506K);
- Народно начално училище – с. Велковци, Габровско от периода 1894 – 1963 г. (фонд 718K);
- Народно читалище „Съгласие“ – с. Велковци, Габровско от периода 1911 – 1944 г. (фонд 792K).
- Списък на фондове от масив „С“:

- Селкооп „Буря“ – с. Велковци, Габровско (приемник на Кредитна кооперация „Нов живот“) от периода 1945 – 1956 г. (фонд 163);
- Обединено трудово кооперативно земеделско стопанство (ОТКЗС) „Буря“ – с. Велковци, Габровско от периода 1959 – 1965 г. (фонд 518);
- Народно читалище „Съгласие“ – с. Велковци, Габровско от периода 1947 – 1970 г. (фонд 843).

## Население
Преброяване на населението през 2011 г.
Численост и дял на етническите групи според преброяването на населението през 2011 г.:
|                     | Численост | Дял (в %) |
| Общо                | 107       | 100,00    |
| Българи             | 102       | 95,32     |
| Турци               | 0         | 0,00      |
| Цигани              | 0         | 0,00      |
| Други               | 0         | 0,00      |
| Не се самоопределят | 0         | 0,00      |
| Неотговорили        | 2         | 1,86      |

## Обществени институции
В село Велковци към 2020 г. има действащо читалище „Съгласие – 1911“.

## Природни и културни забележителности
Природата е изключително красива и живописна, съчетаваща кристалния въздух, спиращите дъха панорами и неповторимостта на предбалкана.
Тъй като селото се намира на най-високата част на плато, при ясно време от него се виждат върховете на Централна Стара планина – Триглав, Ботев, Бузлуджа, Шипка.

## Личности
- Цоки Иванов Цокев – активен читалищен деец.
- Проф. Стефан Марков Цанков – род. 1912 г., поч. 1995 г., дългогодишен преподавател в УНСС (бивш ВИНС „Карл Маркс“).
- Кольо Марков Колев (1931 – 1996) – роден на 22 март 1931 г. в с. Велковци; учител и известен краевед, написал книгата „Село Велковци, кратка история“ (1990).[11]
- Симеон Димитров Симеонов – род. 1931 г., икономист, понастоящем пенсионер, който е живата история на селото. Съхранил е и помни много събития, случки и хора, свързани със селото, отдавна забравени от местните хора. Племенник е на проф. Стефан Марков Цанков по майчина линия.
- Иван Иванов (1918 – ?), български политик от БКП.

## Галерия
- Детска Площадка в с..Велковци
- Читалище "Съгласие" с. Велковци
- Стара къща с асмалък в с. Велковци